# Canunda National Park
Canunda National Park är en park i Australien. Den ligger i delstaten South Australia, omkring 340 kilometer sydost om delstatshuvudstaden Adelaide. Arean är 93 kvadratkilometer.
Runt Canunda National Park är det mycket glesbefolkat, med 3 invånare per kvadratkilometer.. Närmaste större samhälle är Millicent, omkring 13 kilometer nordost om Canunda National Park.
Genomsnittlig årsnederbörd är 870 millimeter. Den regnigaste månaden är juli, med i genomsnitt 146 mm nederbörd, och den torraste är februari, med 14 mm nederbörd.